# Gare de Jiyūgaoka
La gare de Jiyūgaoka (自由が丘駅, Jiyūgaoka-eki) est une gare ferroviaire de la ville de Tokyo au Japon. Elle est située dans le quartier de Jiyūgaoka, dans l'arrondissement de Meguro. La gare est gérée par la compagnie Tōkyū.

## Situation ferroviaire
La gare de Jiyūgaoka est située au point kilométrique (PK) 7,0 de la ligne Tōkyū Tōyoko et au PK 6,3 de la ligne Tōkyū Ōimachi.

## Histoire
La gare a été inaugurée le 28 août 1927.

## Services aux voyageurs

### Accès et accueil
La gare dispose d'un bâtiment voyageurs, avec guichets, ouvert tous les jours.

### Desserte
- Ligne Ōimachi :
  - voie 1 : direction Mizonokuchi
  - voie 2 : direction Ōimachi
- Ligne Tōyoko :
  - voies 3 et 4 : direction Yokohama (interconnexion avec la ligne Minatomirai pour Motomachi-Chūkagai)
  - voies 5 et 6 : direction Shibuya (interconnexion avec la ligne Fukutoshin pour Kotake-Mukaihara et Wakōshi)